# Al Oudeid
Al Oudeid est une ville du Qatar. Elle abrite depuis 1996 une importante base aérienne américaine (coordonnée 25.119440°, 51.320692°).